# Christopher Sullivan
Christopher Sullivan (18 aprile 1965) è un ex calciatore statunitense, di ruolo centrocampista.